# 岩下航
岩下 航（いわした わたる、1999年4月1日 - ）は、熊本県熊本市中央区出身のプロサッカー選手。Jリーグ・ロアッソ熊本所属。ポジションはディフェンダー。

## 来歴
熊本生まれで中学までは熊本で過ごしたが、高校は前橋育英高等学校へ進学。2015年・2016年の2年連続で全国高等学校サッカー選手権大会に出場し、2016年大会では準優勝に貢献した。高校卒業後は桐蔭横浜大学へ進んだ。元々は攻撃的MFだったが、大学時代に左サイドバックへコンバートされると、持ち前の攻撃力を武器に活躍した。
2020年10月20日、2021年シーズンからロアッソ熊本へ加入することが発表された。また11月6日に特別指定選手に承認されたことが発表された。
2021年に正式にロアッソ熊本へ加入。3月20日、J3第2節の鹿児島ユナイテッドFC戦でJリーグデビューを果たした。4月11日、J3第5節の福島ユナイテッドFC戦でJリーグ初ゴールを決めた。
2021年12月18日、柏レイソルへの加入が発表された。
2024年、ロアッソ熊本に期限付き移籍。熊本では序盤は左ウイングバックでの起用が多かったが、シーズン終盤にかけては3バックの左側での起用が多く、球際の強さを活かした守備や思い切った攻撃参加で活躍を見せた。
同年末、ロアッソ熊本へ完全移籍することとなった。

## 所属クラブ
- FCKマリーゴールド熊本U-12
- FCKマリーゴールド熊本、JFAアカデミー熊本宇城
- 前橋育英高等学校
- 桐蔭横浜大学
  - 2020年  ロアッソ熊本(特別指定選手)
- 2021年  ロアッソ熊本
- 2022年 - 2024年  柏レイソル
  - 2024年  ロアッソ熊本（期限付き移籍）
- 2025年 -  ロアッソ熊本

## 個人成績
| 国内大会個人成績 | 国内大会個人成績 | 国内大会個人成績 | 国内大会個人成績 | 国内大会個人成績 | 国内大会個人成績 | 国内大会個人成績 | 国内大会個人成績 | 国内大会個人成績 | 国内大会個人成績 | 国内大会個人成績 | 国内大会個人成績 |
| 年度             | クラブ           | 背番号           | リーグ           | リーグ戦         | リーグ戦         | リーグ杯         | リーグ杯         | オープン杯       | オープン杯       | 期間通算         | 期間通算         |
| 年度             | クラブ           | 背番号           | リーグ           | 出場             | 得点             | 出場             | 得点             | 出場             | 得点             | 出場             | 得点             |
| 日本             | 日本             | 日本             | 日本             | リーグ戦         | リーグ戦         | リーグ杯         | リーグ杯         | 天皇杯           | 天皇杯           | 期間通算         | 期間通算         |
| ---------------- | ---------------- | ---------------- | ---------------- | ---------------- | ---------------- | ---------------- | ---------------- | ---------------- | ---------------- | ---------------- | ---------------- |
| 2019             | 桐蔭横浜大       | 5                | -                | -                | -                | -                | -                | 2                | 1                | 2                | 1                |
| 2020             | 桐蔭横浜大       | 5                | -                | -                | -                | -                | -                | 2                | 0                | 2                | 0                |
| 2021             | 熊本             | 7                | J3               | 25               | 3                | -                | -                | 2                | 1                | 27               | 4                |
| 2022             | 柏               | 23               | J1               | 3                | 0                | 5                | 0                | 1                | 0                | 9                | 0                |
| 2023             | 柏               | 23               | J1               | 2                | 0                | 3                | 0                | 3                | 0                | 8                | 0                |
| 2024             | 熊本             | 13               | J2               | 36               | 3                | 2                | 0                | 1                | 0                | 39               | 3                |
| 2025             | 熊本             | 13               | J2               |                  |                  |                  |                  |                  |                  |                  |                  |
| 通算             | 日本             | 日本             | J1               | 5                | 0                | 8                | 0                | 4                | 0                | 17               | 0                |
| 通算             | 日本             | 日本             | J2               | 36               | 3                | 2                | 0                | 1                | 0                | 39               | 3                |
| 通算             | 日本             | 日本             | J3               | 25               | 3                | -                | -                | 2                | 1                | 27               | 4                |
| 通算             | 日本             | 日本             | 他               | -                | -                | -                | -                | 4                | 1                | 4                | 1                |
| 総通算           | 総通算           | 総通算           | 総通算           | 66               | 6                | 10               | 0                | 11               | 2                | 87               | 8                |

- 2020年 特別指定選手としての公式戦出場無し